# 蘇菲·歐克妮多
蘇菲·歐克妮多（英語：Sophie Okonedo，1968年8月11日—）是一名英國女演員。

## 演出作品
| 電影 | 電影       | 電影         | 電影                  | 電影                    |
| 年份 | 電影名稱   | 電影名稱     | 角色                  | 備註                    |
| 年份 | 中文       | 英文         | 角色                  | 備註                    |
| ---- | ---------- | ------------ | --------------------- | ----------------------- |
| 2004 | 盧安達飯店 | Hotel Rwanda | 塔蒂安娜·盧斯賽伯吉納 | 保羅·魯塞薩巴吉納的妻子 |

## 外部連結
- 蘇菲·歐克妮多在互联网电影资料库（IMDb）上的資料（英文）
- 互聯網百老匯資料庫（IBDB）上蘇菲·歐克妮多的資料（英文）
- TCM电影资料库上蘇菲·歐克妮多的资料（英文）
- 在AllMovie上蘇菲·歐克妮多的頁面（英文）
- Sophie Okonedo 在英國電影協會的Screenonline